# Copa de la CEI 1993
La Copa de la CEI 1993 es la primera edición del torneo de fútbol a nivel de equipos de los miembros de la antigua Unión Soviética, organizado por la Unión de Fútbol de Rusia y que contó con la participación de 15 equipos.
El FC Spartak de Moscú de Rusia venció en la final al Belarus Minsk de Bielorrusia en Moscú para ser el primer campeón del torneo.

## Participantes
| Equipo             | Clasificación                                                             | Participaciones |
| ------------------ | ------------------------------------------------------------------------- | --------------- |
| Spartak Moscú      | Campeón de la 1992 Russian Top League                                     | 1               |
| Belarus Minsk      | 2º de la 1992–93 Belarusian Premier League tras la pausa invernal         | 1               |
| Ekranas Panevėžys  | 1º lugar de la 1992–93 LFF Lyga tras la pausa invernal                    | 1               |
| Skonto Riga        | Campeón de la 1992 Latvian Higher League                                  | 1               |
| Norma Tallinn      | Campeón de la 1992 Meistriliiga                                           | 1               |
| Zimbru Chișinău    | Campeón de la 1992 Moldovan National Division                             | 1               |
| Dinamo Tbilisi     | Campeón de la 1991–92 Umaglesi Liga                                       | 1               |
| Neftchi Baku       | Campeón de la 1992 Azerbaijan Top League                                  | 1               |
| Homenetmen Yerevan | Campeón de la 1992 Armenian Premier League                                | 1               |
| Kairat Almaty      | Campeón de la 1992 Kazakhstan Premier League                              | 1               |
| Pakhtakor Tashkent | Campeón de la 1992 Uzbek League                                           | 1               |
| Regar Tursunzoda   | 2º de la 1992 Tajik League                                                | 1               |
| Alga Bishkek       | Campeón de la 1992 Kyrgyzstan League                                      | 1               |
| Köpetdag Aşgabat   | Campeón de la 1992 Ýokary Liga                                            | 1               |
| Rusia              | Participante no oficial, no es elegible para avanzar de la fase de grupos | 1               |

## Fase de grupos

### Group A
| Equipo        | J | G | E | P | GF | GC | GD  | Pts |
| ------------- | - | - | - | - | -- | -- | --- | --- |
| Spartak Moscú | 2 | 2 | 0 | 0 | 15 | 0  | +15 | 4   |
| Skonto Riga   | 2 | 1 | 0 | 1 | 1  | 7  | −6  | 2   |
| Neftchi Baku  | 2 | 0 | 0 | 2 | 0  | 9  | −9  | 0   |

| 25 de enero de 1993 | Neftchi Baku | 0 – 1 | Skonto Riga   | CSKA Palace of Sports, Moscú                              |                                                           |
|                     |              |       | Astafjevs 75' | Asistencia: 1,000 espectadores Árbitro(s): Valeri Butenko | Asistencia: 1,000 espectadores Árbitro(s): Valeri Butenko |

| 26 de enero de 1993 | Skonto Riga | 0 – 7 | Spartak Moscú | CSKA Palace of Sports, Moscú                          |                                                       |
|                     |             |       | Bestchastnykh 14' · Tsymbalar 15' · Radchenko 43' (pen.) 57' · Pisarev 52' · Cherenkov 85' (pen.) · Tikhonov 90' | Asistencia: 4,000 espectadores Árbitro(s): Vadim Zhuk | Asistencia: 4,000 espectadores Árbitro(s): Vadim Zhuk |

| 27 de enero de 1993 | Spartak Moscú                                                                                       | 8 – 0 | Neftchi Baku | CSKA Palace of Sports, Moscú                                     |                                                                  |
|                     | Khelstov 6' · Karpin 22' 76' 81' · Lediakhov 42' · Azimov 53' (a.g.) · Pyatnitsky 78' · Pisarev 83' |       |              | Asistencia: 4,300 espectadores Árbitro(s): Vladimir Direktorenko | Asistencia: 4,300 espectadores Árbitro(s): Vladimir Direktorenko |

### Grupo B
| Equipo             | J | G | E | P | GF | GC | GD | Pts |
| ------------------ | - | - | - | - | -- | -- | -- | --- |
| Dinamo Tbilisi     | 3 | 2 | 1 | 0 | 10 | 5  | +5 | 5   |
| Köpetdag Aşgabat   | 3 | 1 | 1 | 1 | 9  | 6  | +3 | 3   |
| Pakhtakor Tashkent | 3 | 1 | 1 | 1 | 8  | 9  | −1 | 3   |
| Zimbru Chișinău    | 3 | 0 | 1 | 2 | 5  | 12 | −7 | 1   |

| 25 de enero de 1993 | Dinamo Tbilisi                                                              | 5 – 2 | Pakhtakor Tashkent          | Dynamo Manage, Moscú                                |                                                     |
|                     | Sh.Arveladze 15' 73' · Kinkladze 39' · Kavelashvili 60' · Rekhviashvili 74' |       | Kechinov 75' · Khodiyev 89' | Asistencia: 500 espectadores Árbitro(s): Vadim Zhuk | Asistencia: 500 espectadores Árbitro(s): Vadim Zhuk |

| 25 de enero de 1993 | Zimbru Chișinău | 1 – 6 | Köpetdag Aşgabat                                                                 | Dynamo Manage, Moscú                                     |                                                          |
|                     |                 |       | Muhadow 6' 26' · Mingazow 40' · Kirillov 44' · Nurmyradow 79' (pen.) · Korzh 89' | Asistencia: 300 espectadores Árbitro(s): Yuri Chebotarev | Asistencia: 300 espectadores Árbitro(s): Yuri Chebotarev |

| 26 de enero de 1993 | Pakhtakor Tashkent                    | 3 – 1 | Köpetdag Aşgabat | Dynamo Manage, Moscú                                          |                                                               |
|                     | Qosimov 54' 61' · Kechinov 66' (pen.) |       | Nurmyradow 23'   | Asistencia: 400 espectadores Árbitro(s): Vladimir Ovchinnikov | Asistencia: 400 espectadores Árbitro(s): Vladimir Ovchinnikov |

| 26 de enero de 1993 | Dinamo Tbilisi                        | 3 – 1 | Zimbru Chișinău | Dynamo Manage, Moscú                                      |                                                           |
|                     | Sh.Arveladze 7' 48' · Inalishvili 52' |       | Nani 29'        | Asistencia: 500 espectadores Árbitro(s): Nikolai Levnikov | Asistencia: 500 espectadores Árbitro(s): Nikolai Levnikov |

| 27 de enero de 1993 | Köpetdag Aşgabat               | 2 – 2 | Dinamo Tbilisi                      | CSKA Palace of Sports, Moscú                              |                                                           |
|                     | Nurmyradow 30' · A.Meredow 72' |       | Kavelashvili 11' · Sh.Arveladze 82' | Asistencia: 2,000 espectadores Árbitro(s): Valeri Butenko | Asistencia: 2,000 espectadores Árbitro(s): Valeri Butenko |

| 27 de enero de 1993 | Pakhtakor Tashkent             | 3 – 3 | Zimbru Chișinău       | Spartak Manege, Moscú                                        |                                                              |
|                     | Kechinov 12' 24' · Qosimov 36' |       | Cleșcenco 22' 65' 80' | Asistencia: 150 espectadores Árbitro(s): Gevorg Hovhannisyan | Asistencia: 150 espectadores Árbitro(s): Gevorg Hovhannisyan |

### Grupo C

#### Tabla No Oficial
| Equipo            | J | G | E | P | GF | GC | GD | Pts |
| ----------------- | - | - | - | - | -- | -- | -- | --- |
| Ekranas Panevėžys | 3 | 2 | 1 | 0 | 7  | 2  | +5 | 5   |
| Rusia             | 3 | 2 | 0 | 1 | 8  | 3  | +5 | 4   |
| Kairat Almaty     | 3 | 1 | 1 | 1 | 3  | 2  | +1 | 3   |
| Alga Bishkek      | 3 | 0 | 0 | 3 | 4  | 12 | −8 | 0   |

#### Tabla Oficial
| Equipo            | J | G | E | P | GF | GC | GD | Pts |
| ----------------- | - | - | - | - | -- | -- | -- | --- |
| Ekranas Panevėžys | 2 | 1 | 1 | 0 | 5  | 1  | +4 | 3   |
| Kairat Almaty     | 2 | 1 | 1 | 0 | 3  | 2  | +1 | 3   |
| Alga Bishkek      | 2 | 0 | 0 | 2 | 3  | 8  | −5 | 0   |

| 25 de enero de 1993 | Rusia      | 1 – 2 | Ekranas Panevėžys                | CSKA Palace of Sports, Moscú                                |                                                             |
|                     | Chudin 49' |       | Poderis 2' · Vainoras 42' (pen.) | Asistencia: 2,000 espectadores Árbitro(s): Nikolay Obyedkov | Asistencia: 2,000 espectadores Árbitro(s): Nikolay Obyedkov |

| 25 de enero de 1993 | Kairat Almaty                                 | 3 – 2 | Alga Bishkek                 | Spartak Manege, Moscú                                    |                                                          |
|                     | Abildayev 16' · Aubakirov 29' · Naidovsky 43' |       | Makhmutov 88' · Izrailov 90' | Asistencia: 150 espectadores Árbitro(s): Nicolai Stuleni | Asistencia: 150 espectadores Árbitro(s): Nicolai Stuleni |

| 26 de enero de 1993 | Alga Bishkek          | 1 – 5 | Ekranas Panevėžys                    | Spartak Manege, Moscú                                |                                                      |
|                     | Šuliauskas 85' (a.g.) |       | Šlekys 47' 54' · Poderis 62' 77' 86' | Asistencia: 200 espectadores Árbitro(s): Igor Egorov | Asistencia: 200 espectadores Árbitro(s): Igor Egorov |

| 26 de enero de 1993 | Kairat Almaty | 0 – 3 (acreditado) | Rusia | CSKA Palace of Sports, Moscú |  |
| |               |                    |       | Árbitro(s): A.Aslanov        |  |
| El partido fue adjudicado como victoria por marcador de 3–0 a favor de Rusia debido a que el Kairat se negó a enfrentar a un equipo no oficial. |               |                    |       |                              |  |

| 27 de enero de 1993 | Ekranas Panevėžys | 0 – 0 | Kairat Almaty | Dynamo Manage, Moscú                                     |  |
|                     |                   |       |               | Asistencia: 300 espectadores Árbitro(s): Viktor Filippov |  |

| 27 de enero de 1993 | Alga Bishkek | 1 – 4 | Rusia                                                  | Dynamo Manage, Moscú                               |                                                    |
|                     | Izrailov 21' |       | Kharlachev 56' · Chudin 74' · Zazulin 76' · Zernov 90' | Asistencia: 150 espectadores Árbitro(s): A.Aslanov | Asistencia: 150 espectadores Árbitro(s): A.Aslanov |

### Grupo D
| Equipo             | J | G | E | P | GF | GC | GD  | Pts |
| ------------------ | - | - | - | - | -- | -- | --- | --- |
| Belarus Minsk      | 3 | 3 | 0 | 0 | 9  | 2  | +7  | 6   |
| Norma Tallinn      | 3 | 1 | 1 | 1 | 8  | 4  | +4  | 3   |
| Homenetmen Yerevan | 3 | 1 | 1 | 1 | 5  | 6  | −1  | 3   |
| Regar Tursunzoda   | 3 | 0 | 0 | 3 | 3  | 13 | −10 | 0   |

| 25 de enero de 1993 | Homenetmen Yerevan | 0 – 2 | Belarus Minsk              | CSKA Palace of Sports, Moscú                                    |                                                                 |
|                     |                    |       | Shtanyuk 11' · Kachura 82' | Asistencia: 1,000 espectadores Árbitro(s): Vladimir Ovchinnikov | Asistencia: 1,000 espectadores Árbitro(s): Vladimir Ovchinnikov |

| 25 de enero de 1993 | Regar Tursunzoda | 0 – 5 | Norma Tallinn                                   | Spartak Manege, Moscú                                   |                                                         |
|                     |                  |       | Borissov 28' · Pushtov 30' 48' 52' · Bragin 61' | Asistencia: 150 espectadores Árbitro(s): Sergei Anokhin | Asistencia: 150 espectadores Árbitro(s): Sergei Anokhin |

| 26 de enero de 1993 | Belarus Minsk | 1 – 0 | Norma Tallinn | CSKA Palace of Sports, Moscú                                  |                                                               |
|                     | Shirokiy 67'  |       |               | Asistencia: 1,000 espectadores Árbitro(s): Sardar Nadjafaliev | Asistencia: 1,000 espectadores Árbitro(s): Sardar Nadjafaliev |

| 26 de enero de 1993 | Homenetmen Yerevan                     | 2 – 1 | Regar Tursunzoda | Spartak Manege, Moscú                                    |                                                          |
|                     | Markarian 42' · A.Avetisyan 76' (pen.) |       | Tirkia 60'       | Asistencia: 100 espectadores Árbitro(s): Sergiejus Slyva | Asistencia: 100 espectadores Árbitro(s): Sergiejus Slyva |

| 27 de enero de 1993 | Belarus Minsk                                                          | 6 – 2 | Regar Tursunzoda             | CSKA Palace of Sports, Moscú                                 |                                                              |
|                     | Kachura 21' · Shirokiy 59' 85' · Shtanyuk 75' · Putilo 78' · Lukin 84' |       | Gubaydulin 35' · Tolibov 73' | Asistencia: 100 espectadores Árbitro(s): Malkhaz Kobiashvili | Asistencia: 100 espectadores Árbitro(s): Malkhaz Kobiashvili |

| 27 de enero de 1993 | Norma Tallinn                       | 3 – 3 | Homenetmen Yerevan                           | Spartak Manege, Moscú                                    |                                                          |
|                     | Pushtov 1' · Bragin 28' · Tšmil 87' |       | Markarian 2' · Oganesyan 9' · A.Avetsyan 35' | Asistencia: 100 espectadores Árbitro(s): Yuri Chebotarev | Asistencia: 100 espectadores Árbitro(s): Yuri Chebotarev |

## Fase Final

### Semifinales
| 29 de enero de 1993 | Spartak Moscú           | 2 – 1 | Dinamo Tbilisi | CSKA Palace of Sports, Moscú                          |                                                       |
|                     | Karpin 53' · Onopko 85' |       | Shelia 40'     | Asistencia: 5,000 espectadores Árbitro(s): Vadim Zhuk | Asistencia: 5,000 espectadores Árbitro(s): Vadim Zhuk |

| 29 de enero de 1993 | Ekranas Panevėžys                        | 0 – 0 (t. s.)(2–4 p.)      | Belarus Minsk                            | CSKA Palace of Sports, Moscú                                |  |
|                     |                                          |                            |                                          | Asistencia: 1,500 espectadores Árbitro(s): Sergei Khusainov |  |
|                     |                                          | Tiros desde el punto penal |                                          |                                                             |  |
|                     | Gražiūnas · Bubliauskas · Mika · Poderis |                            | Putilo · Shiroky · Shtanyuk · Pavlyuchuk |                                                             |  |

### Final
| 31 de enero de 1993 | Spartak Moscú                                                                                   | 8 – 0 | Belarus Minsk | CSKA Palace of Sports, Moscú                                |                                                             |
|                     | Pisarev 10' · Pyatnitsky 27' 56' · Onopko 29' 54' · Beschastnykh 65' 84' · Radchenko 79' (pen.) |       |               | Asistencia: 5,000 espectadores Árbitro(s): Nikolay Obyedkov | Asistencia: 5,000 espectadores Árbitro(s): Nikolay Obyedkov |

## Campeón
| Copa de la CEI 1993           |
| ----------------------------- |
| Bandera de Rusia              |
| FC Spartak de Moscú 1º Título |

## Máximos goleadores
| # | Futbolista        | Equipo             | Goles |
| - | ----------------- | ------------------ | ----- |
| 1 | Shota Arveladze   | Dinamo Tbilisi     | 5     |
| 2 | Valeri Karpin     | Spartak Moscú      | 4     |
| 2 | Eimantas Poderis  | Ekranas Panevėžys  | 4     |
| 2 | Aleksandr Pushtov | Norma Tallinn      | 4     |
| 2 | Valery Kechinov   | Pakhtakor Tashkent | 4     |